# Supersnazz
| Recensione                        | Giudizio        |
| --------------------------------- | --------------- |
| AllMusic                          | [ 1 ]           |
| Robert Christgau                  | B+              |
| The New Rolling Stone Album Guide | [ 3 ]           |
| Sputnikmusic                      | 4.0 (Excellent) |
| Dizionario del Pop-Rock           | [ 5 ]           |
| 24.000 dischi                     | [ 6 ]           |

Supersnazz è il primo vero album discografico (la pubblicazione precedente, Sneakers, era un EP, ossia un mini-album) del gruppo rock statunitense  dei Flamin' Groovies, pubblicato dalla casa discografica Epic Records nel settembre 1969.

## Tracce

### LP
Lato A
1. Love Have Mercy (Registrato dal vivo al Whizman Spiveys) – 4:35 (Roy A Loney)
2. The Girl Can't Help It – 3:27 (Bobby Troup)
3. Laurie Did it – 3:45 (Roy A Loney)
4. A Part from That – 1:53 (Roy Loney, Cyril Jordan)
5. Rocking Pneumonia and Boogie Woogie Flu (Registrato dal vivo al Whizman Spiveys) – 2:40 (Huey Smith, Johnny Vincent)

Lato B
1. The First One's Free – 3:32 (Roy A Loney)
2. Pagan Rachel – 1:55 (Roy Loney)
3. Somethin' Else / Pistol Packin' Mama – 3:40 (Sharon Sheeley, Bob Cochran / Al Dexter)
4. Brushfire – 4:25 (Roy A Loney, Cyril Jordan)
5. Bam Balam – 1:45 (Roy A Loney, Cyril Jordan)
6. Around the Corner – 3:45 (Cyril H Jordan, Roy A Loney)

### CD
Edizione CD del 2000, pubblicato dalla Sundazed Records (SC 6130)
1. Love Have Mercy – 4:27 (Roy Loney)
2. The Girl Can't Help It – 3:27 (Bobby Troup)
3. Laurie Did It – 3:49 (Roy Loney)
4. A Part from That – 1:56 (Roy Loney, Cyril Jordan)
5. Rockin' Pneumonia and the Boogie Woogie Flu – 2:42 (Huey Smith, Johnny Vincent)
6. The First One's Free – 3:38 (Roy Loney)
7. Pagan Rachel – 1:52 (Roy Loney)
8. Somethin' Else / Pistol Packin' Mama – 3:42 (Sharon Sheeley, Bob Cochran / Al Dexter)
9. Brushfire – 3:15 (Roy Loney, Cyril Jordan)
10. Bam Balam – 1:47 (Roy Loney, Cyril Jordan)
11. Around the Corner – 4:06 (Cyril Jordan, Roy Loney)
12. Rockin' Pneumonia and the Boogie Woogie Flu – 2:33 (H Smith, J Vincent) – Traccia bonus - Single Mix
13. The First One's Free – 3:34 (R Loney) – Traccia bonus - Single Mix
14. Somethin' Else – 2:03 (S Sheeley, B Cochran) – Traccia bonus - Single Mix
15. Laurie Did It – 3:47 (R Loney) – Traccia bonus - Single Mix

## Formazione
- Roy A. Loney - voce solista, chitarra ritmica, chitarra acustica, clap
- Cyril Jordan - chitarra solista, accompagnamento vocale-cori, chitarra acustica, clap
- Tim Lynch - chitarra solista, accompagnamento vocale-cori, mouth harp, clap
- George Alexander - basso, accompagnamento vocale-cori, mouth harp, clap
- Danny Mihm - batteria, percussioni, clap

Musicista aggiunto
- Mike Lang - tastiere

Note aggiuntive
- Stephen R. Goldman - produttore
- Originariamente edito su album Epic BN 26487, 3 settembre, 1969
- Registrazioni effettuate nel 1968 al CBS Studio A di Los Angeles, California (Stati Uniti) (eccetto i brani: Love Have Mercy e Rocking Pneumonia and Boogie Woogie Flu)
- Sy Mitchell - ingegnere delle registrazioni
- Brani: Love Have Mercy e Rocking Pneumonia and Boogie Woogie Flu, registrati dal vivo al Whizman Spiveys
- Flamin' Groovies - arrangiamenti (eccetto brano: A Part from That)
- Jack Nitzsche - arrangiamento (solo brano: A Part from That)
- Bob Zoell - artwork
- Steve Berman - fotografia
- Flamin' Groovies ringraziano: Tank Jernigan, Allan E. Smith, Tom Scott, The Old Ladies, Curtis Amy, Coastin' Hank e Jack Nitzsche (arranger)[7][8]